# PaLM
PaLM (Pathways Language Model) é um modelo de linguagem grande desenvolvido pela Google. Ele tem 540 bilhões de parâmetros e usa o sistema Pathways para treinar um único modelo em vários Pods TPU v4. PaLM é um modelo Transformer somente de decodificador que pode gerar texto em vários domínios e tarefas.
PaLM não tem nenhuma ligação com o Palm, um aparelho celular compacto e simples que serve como um telefone auxiliar ou um dispositivo para uso familiar.